# Armoiries de l'Andorre
Le blason de l'Andorre existe depuis plusieurs siècles.
Dans la partie inférieure est inscrite la devise d'Andorre : Virtus unita fortior (« La vertu unie est plus forte »).

## Quartiers du blason
La loi règlementant l'utilisation des symboles de l'État d'Andorre précise en annexe :
« Le blason de la Principauté d'Andorre est traditionnellement composé de quatre quartiers, deux correspondant à chacun des deux coprinces.
Les quatre quartiers traditionnels sont ceux :
a) de l'Épiscopat, représenté par une mitre et une crosse d'or sur fond rouge ;
b) de Catalogne ;
c) de Foix ;
d) du Béarn. »
Conformément aux prescriptions légales, le blason d'Andorre est composé des quartiers suivants :
1. Premier quartier : blason de La Seu d'Urgell, dans la province catalane de Lérida (Espagne).
2. Deuxième quartier : blason de l'ancien comté de Foix, aujourd'hui partie du département français de l'Ariège (France).
3. Troisième quartier : blason de la Principauté de Catalogne
4. Quatrième quartier : blason de l'ancienne vicomté du Béarn, aujourd'hui partie du département français des Pyrénées-Atlantiques (France).

## Armoiries historiques

XIIIe – XVIe siècles
1580-?
Coprince épiscopal ca.1800-1959
Coprince français ca.1870-1959
ca.1800-1959
Version du Drapeau 1931-1959
1959-1969
depuis 1969 (armoiries nationales)
depuis 1969 (armoiries des hautes autorités)